# Палата лордів Великої Британії
Палата лордів (англ. House of Lords; повне найменування — Поважні Лорди духовні та світські Сполученого королівства Великої Британії і Північної Ірландії, які зібралися в парламенті) — верхня палата Парламенту Великої Британії.

## Історія
Палата лордів виникла у XIV столітті і на той момент до її складу входили виключно великі феодали — пери (англ. peers), титули яких із самого початку могли передаватися тільки шляхом спадкування, але свою назву вона отримала лише у 1544 році, коли вже мала значно більше влади, аніж палата общин. В 1649 році верхня палата була ліквідована революційним урядом, який прийшов до влади у період Англійської громадянської війни, але відновлена в 1660 році. Починаючи з XX століття повноваження верхньої палати поступово обмежувалися, і на сьогодні вона є слабшою, аніж Палата громад.

## Реформування Палати лордів у XX—XXI століттях

### 1997—2000
Лейбористська партія у 1997 році включила до свого Маніфесту обов'язок прибрати з Палати Лордів спадкових перів. Їх наступна перемога у виборах в 1997 році під керівництвом Тоні Блера віщувала трансформацію традиційної Палати Лордів. Уряд, сформований Лейбористською партією, вводив нововведення у законодавство з метою виключити з Вищої Палати всіх спадкових перів, що стало першим кроком «реформи Лордів». Але в рамках компромісу, однак, було погоджено залишити 92 спадкових пери до того часу, поки реформа не буде завершена. Таким чином, всіх спадкових перів, окрім 92 залишених, було виключено на підставі Акту про Палату Лордів від 1999 року, що зробило її, переважно, палатою, що призначається.
Починаючи з 1999 року реформа набула свого розвитку. Комісія Лорда Вейкгема запропонувала, аби виборних членів Палати було 20 %, але даний план був дуже розкритикований. У 2001 році був створений Об'єднаний Комітет (комітет, що складається з членів обох палат парламенту), мета якого була вирішити проблему, але він не прийняв остаточного рішення і надав Парламенту сім варіантів для вибору (повністю призначена Палата Лордів, 20 % вибраних, 40 % вибраних, 50 % вибраних, 60 %вибраних, 80 % вибраних, і повністю виборні члени). У 2003 році при голосуванні за ці варіанти, ні один не був погоджений, хоча варіант «80% вибраних» був підтриманий трьома представниками від Палати общин. Депутати-соціалісти у свою чергу цілеспрямовано не підтримали жоден з варіантів.
У 2005 році міжпартійна група, що складалася зі старших депутатів (Кенет Кларк, Пол Тайлер, Тоні Райт, сер Джордж Янг і Робін Кук) опублікували звіт, у якому пропонували, аби 70 % членів Палати Лордів саме обиралися — кожний член на єдиний довгий строк — за системою єдиного перехідного голосу. Інша частина, що не обирається, мала б бути призначеною Комісією з метою забезпечити поєднання «навичок, знань та досвіду». Ця пропозиція також не була реалізована. Ініціативна міжпартійна кампанія з назвою «Обирай лордів» була створена якраз напередодні загальних виборів у 2005 році.
На виборах у 2005 році Лейбористська партія зробила пропозицію подальшого реформування Палати Лордів, але вже без уточнюючих деталей. Консервативна партія, яка до 1997 була проти будь-яких змін до Палати Лордів, почала виступати за 80 % вибраних депутатів серед усього складу Палати, в той час як ліберал-демократи (лібдеми) наголошували на повну виборність лордів. Протягом 2006 року міжпартійний комітет проводив дискусію щодо даної реформи, ціллю якої було дійти консенсусу: її результати були опубліковані на початку 2007 року.
7 березня 2007 року члени Палати общин проголосували десять разів за різні альтернативні варіанти для подальшої організації Верхньої Палати. Варіантами були: повністю призначена Палата Лордів, Палата з 20 % вибраних, Палата з 40 % вибраних, Палата з 50 % вибраних і Палата з 60 % вибраних — зазнали неприйняття в свою чергу. В кінцевому результаті, голосування за Палату Лордів з 80 % вибраних відбулося успішно з 305 голосами проти 267 голосів, а голосування за повністю вибрану Палату набрало, навіть, більше голосів: 337 голосів «так» проти 224 голосів «ні». Визначним є те, що останнє голосування репрезентувало абсолютну більшість підтримуючих серед депутатів.

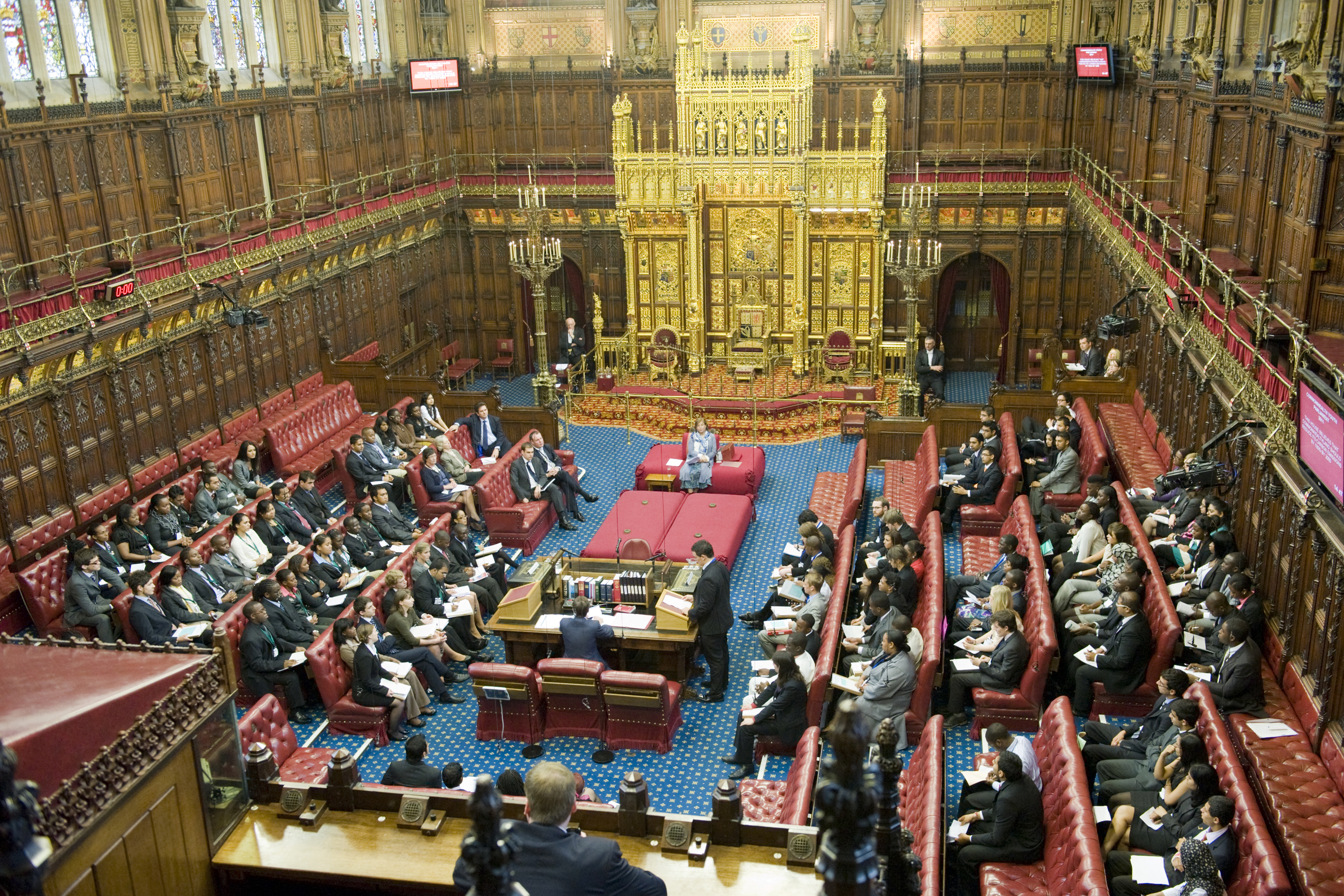
Палата лордів, Вестмінстерський палац, Лондон 2011

Окрім того, аналіз обох сторін голосування («за» і «проти») показав, що з 305 депутатів, які проголосували за 80 % вибраних у Палаті, 211 депутатів проголосували за повністю виборну Палату. Враховуючи те, що останнє голосування відбулося після голосування за 80 % — результати якого були вже відомі на момент голосування за 100 % — це показало повну підтримку повністю виборної верхньої палати. Але, все ж, це було тільки орієнтовне голосування і багато політичних та законодавчих перешкод потрібно було подолати для тих, хто підтримує повністю виборну Палату Лордів. Та ж Палата Лордів, незабаром, скасувала раніше прийняту пропозицію і проголосувала за повністю призначену Палату Лордів.
У липні 2008 року, Джек Стро, Міністр юстиції і Лорд-Канцлер, подав білу книгу до Палати громад, пропонуючи замінити Палату Лордів на виборну палату з 80 %-100 % виборного складу, з тим, що третина палати мала б обиратися кожні загальні виборні, приблизно на строк у 12-15 років. Біла книга також зазначала, що, так як статус пера буде зовсім відмінний від статусу членства у верхній палаті, то назва «Палата Лордів» буде недоречною: далі пояснюється, що міжпартійний комітет дійшов консенсусу щодо нової палати, який мав би називатися «Сенат Сполученого Королівства».
У статті Мег Расел «Чи вже реформована Палата Лордів?» було зазначено три особливості законної палати Лордів. По-перше, він повинен мати відповідні адекватні повноваження, аби змусити уряд подумати двічі перед прийняттям рішень. Палата Лордів, вона стверджує, зараз має достатньо влади для того, щоб зробити це. Протягом першого року Тоні Блер 38 разів отримував негативну відповідь від Лордів. По-друге, щодо самої організації Палати Лордів, то Мег Расел наполягає, що організація повинна відрізнятися від організації Палати громад, інакше існування Палати Лордів не буде мати ніякого сенсу. І третя особливість оперує до легітимності Лордів. Вона пише, що «Взагалі, легітимність приходить разом з виборами».

### 2010— теперішній час
Коаліція з Консервативної та Ліберально-демократичної партій погодилися, після проведення загальних виборів у 2010 році, чітко визначити положення щодо того чи буде Палата повністю виборною, чи частково на основі пропорційної виборчої системи. Визначені пропозиції з реформування Палати Лордів включаючи законопроєкт Акту про Палату Лордів, були опубліковані 17 травня 2011 року. Вони визначили наступне: палата з 300 членів, з яких 80 % лордів є виборними. 20 %, що залишилися, мають призначатися, а також резервні місця будуть збережені для деяких єпископів англіканської церкви. Згідно із пропозиціями, члени також матимуть єдиний та не поновлюваний строк повноважень у 15 років. Депутатам Палати громад буде дозволено балотуватися до верхньої палати, однак члени верхньої палати вже не зможуть бути депутатами нижньої палати.
Детальні пропозиції були наступними:
- верхня палата, як і раніше, буде називатися Палатою Лордів із законодавчими повноваженнями;
- реформована Палата Лордів має складатися з 300 членів, 240 із яких є «Виборними членами» і 60 є призначеними «Незалежними членами». 12 єпископів англіканської церкви будуть членами Палати Лордів «за посадою»;
- виборні члени будуть мати єдиний неповторюваний термін повноважень у 15 років;
- вибори до реформованої Палати мають проводитися разом з виборами до Палати громад;
- виборні члени мають обиратися за системою єдиного перехідного голосу як системою пропорційного представництва;
- 20 «незалежних членів» (третина від усіх «незалежних членів») будуть призначатися паралельно з виборами виборних членів і на той же термін у 15 років;
- «незалежні члени» будуть призначатися Королевою за пропозицією Прем'єр-міністра, якому у свою чергу членів радила Комісія з призначень;
- відтепер не буде зв'язку між системою перів та членство у верхній палаті;
- нинішні повноваження Палати Лордів не будуть змінюватися і Палата громад залишить за собою статус основної палати Парламенту.

Пропозиції були схвалені спільним комітетом з питань щодо реформування Палати Лордів, який був створений депутатами та перами, який також сформував фінальний звіт 23 квітня 2012 року, зробивши наступні рекомендації:
- Реформована Палата Лордів має складатися з 450 членів.
- Партійні групи, включаючи незалежних членів (кросбенчерів), мають вибрати, хто з їх членів залишається у перехідний період у палаті з вимогою високого рівня відвідуваності протягом даного періоду.
- До 12 духовних Лордів має залишитися у Палаті Лордів.

Заступник Прем'єр-міністра Нік Клег представив Біль з реформування Палати Лордів від 17 червня 2012 року, до якого були включені ті пропозиції, що були винесені 17 травня 2011 року. Однак, Біль був відхилений урядом 6 серпня 2012 року через опозицію зі сторони Консервативної партії.

### Акт про реформу Палати Лордів 2014
Приватний Біль визначив деякі реформи, які були представлені Деном Байлсем в 2013 році. Акт про реформу Палати Лордів отримав королівську згоду в 2014 році. Відповідного до закону:
- Усі пери можуть вийти на пенсію або піти у відставку (до цього тільки спадкові пери могли відмовитися від перства).
- Пери можуть бути дискваліфіковані за невідвідуваність.
- Пери можуть бути звільнені для відбування покарання у в'язниці на строк від одного року та більше.[10]

### Акт про Палату Лордів (Виключення або призупинення) 2015
Акт про Палату Лордів 2015 дозволяє Палаті виключати членів з Палати або призупиняти членство членів Палати.

### Акт про духовних Лордів (Жінок) 2015[11]
Цей Акт надає можливість дозволяти єпископам-жінкам, які належать до англіканської церкви, бути членами Палати Лордів.
В 2015 році, Рейчел Тревік стала першою жінкою, яка духовним Лордом у Палаті Лордів.

### Кількість членів в Палаті Лордів
Кількість членів в Палаті Лордів дуже змінювалася протягом її історії. З 50 членів на початку XVIII століття вона виросла до рекордної кількості у 1330 членів у жовтні 1999 році, саме перед тим, як реформа Лордів зменшила кількість до 669 членів у березні 2000 року.
У квітні 2011 року міжпартійна група з колишніх політичних лідерів, включаючи високопоставлених членів Палати Лордів, закликала Прем'єр-міністра Девіда Камерона зупинити процес створення нових титулів «пера». Останній надав таких титулів 117 з того моменту, як став Прем'єр-міністром у травні 2010 році. Таке підвищення кількості перів було найшвидшим за всю історію інституту прем'єр-міністра у Великій Британії. Розширення відбувалося якраз у той момент, коли його уряд намагався (марно) зменшити кількість членів у Палаті общин з 650 до 600 (зменшити на 50).

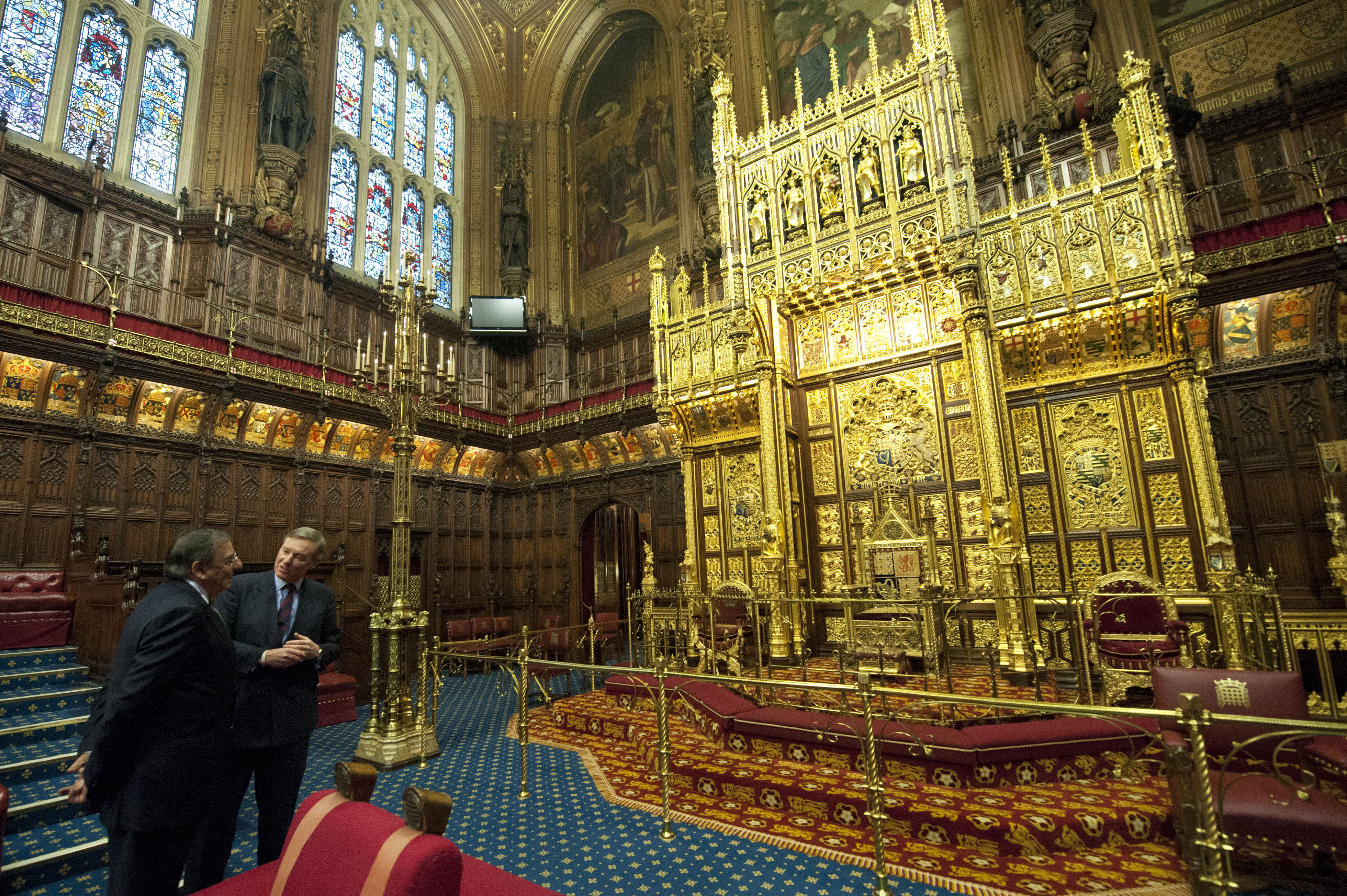
Золотий трон Палати лордів, з якого монарх виступає на відкритті парламенту.

У серпні 2014 року, не зважаючи на той факт, що сидячих місць у Палаті є всього 400 на лавках у приміщенні Палати Лордів, активними членами її було 774 людини (плюс 54, хто не мав права бути присутнім чи голосувати, будучи виключеними або маючи відпустку). Це зробило Палату Лордів найбільшою парламентарною палатою з усіх існуючих демократій.
Також, у серпні 2014 року, колишній спікер Палати общин Беті Буфройд заявила, що «старі пери мають піти граціозно», аби полегшити ситуацію у переповненій Палаті Лордів. Вона також розкритикувала «послідовних» прем'єр-міністрів, які успішно заповнюють верхню палату тими, хто допоможе їм перетворити їхню політику у право.
Вона зробила свої зауваження за декілька днів до того, як нова партія перів мала бути призначена до Палати.
Вже у серпні 2015 року, після створення ще 45 нових титулів «пера», загальна кількість осіб, що мають право на членство у Палаті Лордів, склала 826. У своєму звіті BBC, що називається «Чи розмір має значення?», зазначив: «Все більше і більше так. Критики сперечаються, що Палата Лордів є другою найбільшою легіслатурою у світі після Китайських зборів народних представників, порівняно з тими карликовими верхніми палатами в інших бікамералістичних демократіях, таких як США (100 сенаторів), Франція (348 сенаторів), Австралія (76 сенаторів) та Індія (250 членів). Палата Лордів є також більшою, аніж Верховні Народні Збори КНДР(687 представників).[…] Пери постійно сперечаються, що їм не вистачає місця для всіх членів, через те що всього місць у приміщенні є 400, і постійно борються за місця — особливо за ті, що знаходяться високо», але додав, «З іншої сторони, захисники Лордів кажуть, що це робить життєво важливу роботу для ретельного аналізу законодавства, яке надійшло до них від Палати общин за останні роки».

### Взаємозв'язки з урядом
Палата Лордів не контролює термін повноважень Прем'єр-міністра чи уряду. Тільки нижня палата може змусити Прем'єр-міністра піти у відставку чи оголосити дострокові вибори. Таким чином, Палата Лордів має обмежені повноваження щодо нагляду за урядом.
Більшість членів Кабінету Міністрів є з Палати общин, меншість з палати Лордів. Що є особливим, всі прем'єр-міністри починаючи з 1902 року були членами нижньої палати. (Александр Дуглас-Г'юм, який став Прем'єр-міністром у 1963 році, відмовився від свого перства та був обраний до Палати Общин). За останній період історії є дуже рідким явищем (не враховуючи Лорда-Канцлера та Голови Палати Лордів), що посади у Кабінеті Міністрів займаються перами.
Винятками є Лорд Карингтон, який був Державним секретарем (в уряді Великої Британії міністром є державний секретар) із закордонних справ з 1979 по 1982 роки, Лорд Янг (Міністр без портфеля, потім Державний секретар з питань зайнятості, Державний секретар з питань торгівлі та промисловості з 1984 по 1989 роки), Леді Еймос, яка працювала Державним Секретарем з питань міжнародного розвитку, та Лорд Мендельсон, який був Першим Державним Секретарем, Державним Секретарем з питань бізнесу, інновацій та професійних навичок та Головою Ради торгівлі. Джордж Робертсон був недовго пером поки займав посаду Державного секретаря з оборони перед тим, як піти у відставку задля посади Генерального Секретаря в НАТО. З 1999 по 2010 роки Генеральним Атторнеєм в Англії та Уельсі був член Палати Лордів.
Палата Лордів залишається джерелом молодих міністрів (державних секретарів) та членів уряду. Так само як Палата общин, Лорди також мають свій Уряд з парламентських організаторів "Government Chief Whip" (whip перекладається з англійської як «батіг»), який забезпечує дисципліну в органах законодавчої влади, до якого і входить декілька молодих політиків.

### Законодавчі функції
Законодавчі функції (фінансові законопроєкти (їх ще називають білі) є винятком) мають обидві палати.
Палата Лордів проводить дебати щодо законодавства, має повноваження вносити поправки або ж відхиляти законопроєкти. Однак, повноваження Лордів відхиляти біль, який прийнятий палатою общин, є суворо обмеженим Актом про парламент. Відповідно до нього, певні види законопроєктів можуть бути представлені для королівського погодження без попередньої згоди Палати Лордів (тобто Палата общин може подолати вето Палати Лордів). Палата Лордів не може затримувати погодження фінансових білів (законопроєктів) (законопроєктів, які на думку спікера Палати Общин, виключно стосуються національного оподаткування чи державних коштів) більше одного місяця.
Погодження щодо інших законопроєктів Палатою Лордів не може бути затриманим на строк, що більший за 2 парламентські сесію, чи один календарний рік. Ці положення, однак, стосуються тільки до публічних законопроєктів, які беруть свій початок саме з Палати общин, і не мають на меті збільшення строку повноважень парламенту. Іншою забороною є конституційне положення, що закріплене у Конвенції Солсбері, в якому вказується, що Палата Лордів не може бути проти законодавчих змін, які декламував (обіцяв) у своєму виборчому маніфесті уряд.
За традицією, що існувала ще до Акту про Парламент, Палата Лордів не може приймати фінансових законопроєктів, оскільки це є їх сферою інтересів. Палата Лордів не може ні ініціювати законопроєкт, що стосується оподаткування чи постачання (постачання цінностей чи казначейських коштів), ні вносити поправок, які стосуються вищезгаданих питань. (Палата общин, однак, часто відмовляється від своїх повноважень і дозволяє верхній палаті робити поправки, що мають фінансові наслідки). Палата Лордів раніше зберігала за собою повноваження відхиляти законопроєкти щодо доходів чи видатків, але ці повноваження були обмежені Актом про Парламент, що було вже зазначено вище.

### Колишні судові повноваження
Історично, Палата Лордів мала декілька судових повноважень. Зокрема, до 2009 року працювала як суд останньої інстанції серед усієї судової системи Сполученого Королівства. З 1 жовтня 2009 року цю роль перебрав на себе Верховний Суд Сполученого Королівства.
Судові повноваження Лордів перейшли до них від давньої функції, що виконувала Курія Regis як орган, що розглядав петиції підлеглих Короля. Повноваження були не у всієї Палати Лордів. Ці повноваження мав Комітет «Право Лордів». Основна частина судової діяльності Палати імплементувалась дванадцятьма Лордами-ординаріями з питань апеляції, які були спеціально призначені з даною метою згідно з Актом про Апеляційну Юрисдикцію 1876.
Судові функції також мають Лорди з апеляції (інші члени Палати, хто раніше посідав високу судову посаду). Ні один Лорд-ординарій з апеляції чи Лорд з апеляції не може виконувати судові функції, якщо вони старше 75 років. Головував над судовою діяльністю Лордів Головний Лорд-ординарій з апеляції та його заступник, Другий Головний Лорд-ординарій з апеляції.
Юрисдикція Палати Лордів поширювалася (в цивільних та кримінальних справах) на суди Англії, Уельс і Північної Ірландії. Апеляція на судові рішення судів Шотландії була можлива тільки у цивільних справах; Шотландський Вищий Суд є найвищим судом із кримінальних справ. Палата Лордів не була єдиним судом останньої інстанції в Сполученому Королівстві; в деяких справах Судовий Комітет Таємної Ради виконує дану функцію. Юрисдикція Таємної Ради в Сполученому Королівстві, однак, є суворо обмежена. До неї належать апеляційні звернення від церковних судів, звернення щодо суперечок в питаннях, що підпорядковуються Дискваліфікаційний Акт про Палату общин 1975 року, а також щодо деяких інших питань. Питання, пов'язані з деволюцією (devolution) були передані від Таємної Ради до Верховного Суду у 2009 році.
Не всі дванадцять Лордів Права заслуховують кожну справу; навпаки, після Другої світової війни справи заслуховувалися відділеннями, які називалися, Апеляційні Комітети, кожен з яких, зазвичай, містив у собі по п'ять членів (вибраних Головним Лордом). Апеляційний Комітет, заслуховуючи важливі справи, може містити більше, ніж 5 членів. Однак, Апеляційні комітети проводять засідання в різних приміщеннях, а саме рішення приймалося в приміщенні Палати Лордів. Після рішення Палати Лордів, апеляцію не можна було подавати, однак сама палата могла направити «попереднє питання» до Європейського Суду Справедливості щодо справ, які включають в собі елементи права Європейського Союзу, а також справа може бути передана Європейському Суду з прав людини у випадку, якщо Палата Лордів не забезпечила належного правового захисту щодо справ, на які поширюються положення Європейської конвенції з прав людини.

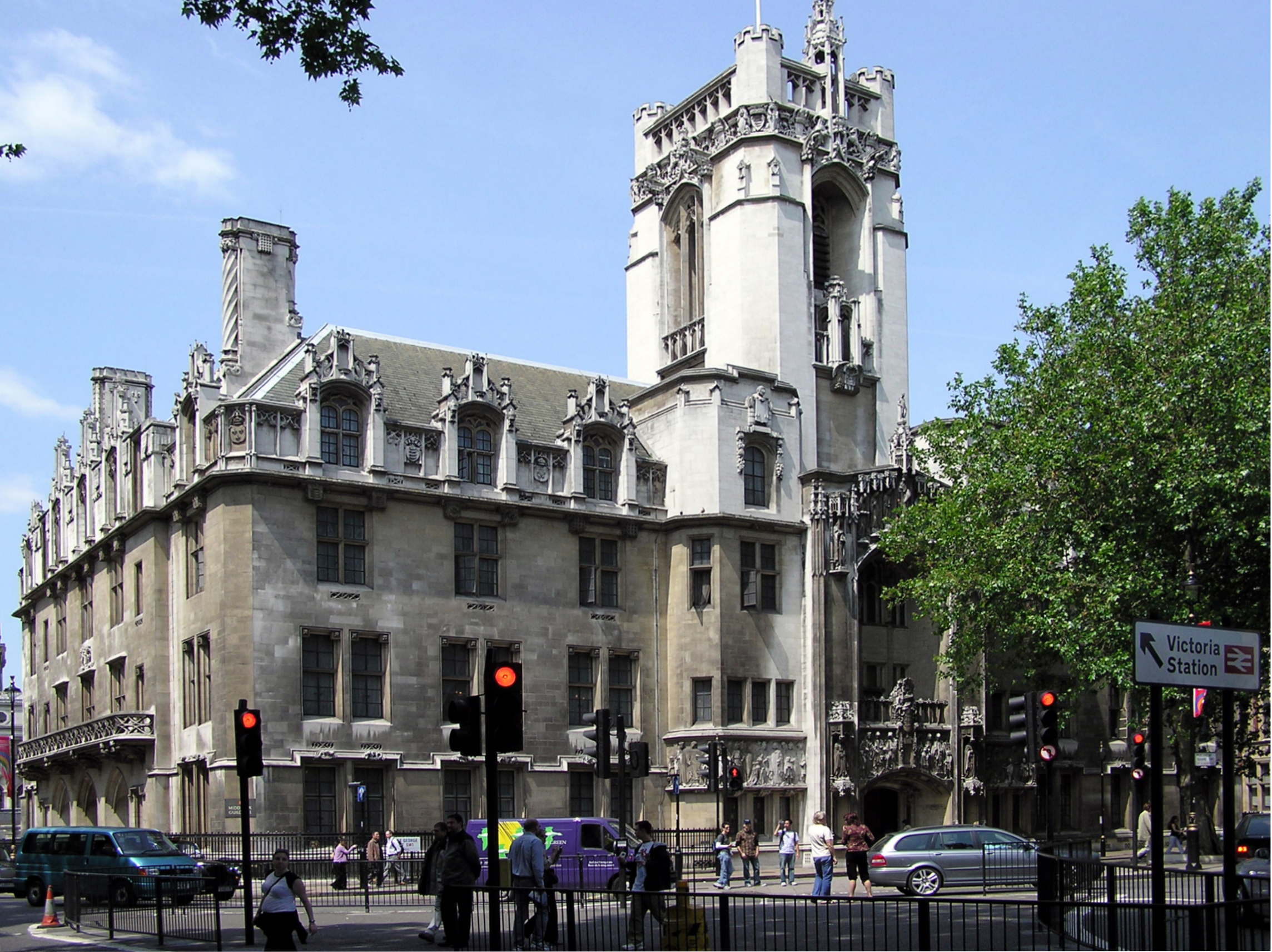
Верховний Суд Великої Британії

Окремим судовим повноваженням — яке застосовувалося обов'язково всією Палатою Лордів — була можливість проведення процедури імпічменту. Повноваження щодо імпічменту має Палата общин, а Палата Лордів намагалася його застосовувати; для прийняття рішення щодо імпічменту була вимога наявності більшості голосів Лордів.
Окрім того, Палата Лордів була єдиним судом, що могла притягнути до відповідальності (судити) перів, які були обвинуваченими у тяжкому кримінальному злочині чи державній зраді. В такому разі на судових засіданнях головував не Лорд-канцлер, а головування відбувалося Вищим Лордом Стюардом (Lord High Steward), який офіційно призначався на випадок такого судового процесу.
Якщо Парламент не на сесії, в такому разі пери притягалися до відповідальності окремим судом, який називався Вищий Суд Лордів Стюардів (the Lord High Steward's Court). Тільки пери, їх дружини, або їх вдовиці (які не вийшли заміж знову) мали право звертатися до Палати Лордів, Вищого Суду Лордів Стюардів; духовні Лорди притягалися до відповідальності церковними судами. В 1948 році, право перів бути засудженими в цих судах було скасоване; зараз вони засуджуються в звичайних судах.
Конституційний Акт Реформи 2005 року створив новий окремий Верховний Суд Сполученого Королівства, до якого перейшли всі судові функції Палати Лордів, а також деякі судові функції Судового Комітету Таємної Ради. Додатково, посаду Лорда-канцлера, було реформовано згідно з актом, забираючи в нього повноваження і державного секретаря (міністра уряду), і судді. Рішення було вмотивованим через переживання щодо перемішування в одній посаді законодавчої, судової і виконавчої влади. Зараз Верховний Суд знаходиться в Мідлсекс Гілдхол.